# Epidapus quadrispinosus
Epidapus quadrispinosus är en tvåvingeart som beskrevs av Werner Mohrig 1991. Epidapus quadrispinosus ingår i släktet Epidapus och familjen sorgmyggor. Inga underarter finns listade i Catalogue of Life.